# Бланка Наваррская (королева Кастилии)
Бла́нка Нава́ррская (около 1133, Ла Гардиа — 12 августа, 1156) — дочь короля Наварры Гарсии IV, «восстановителя», и Маргариты д’Эгль.

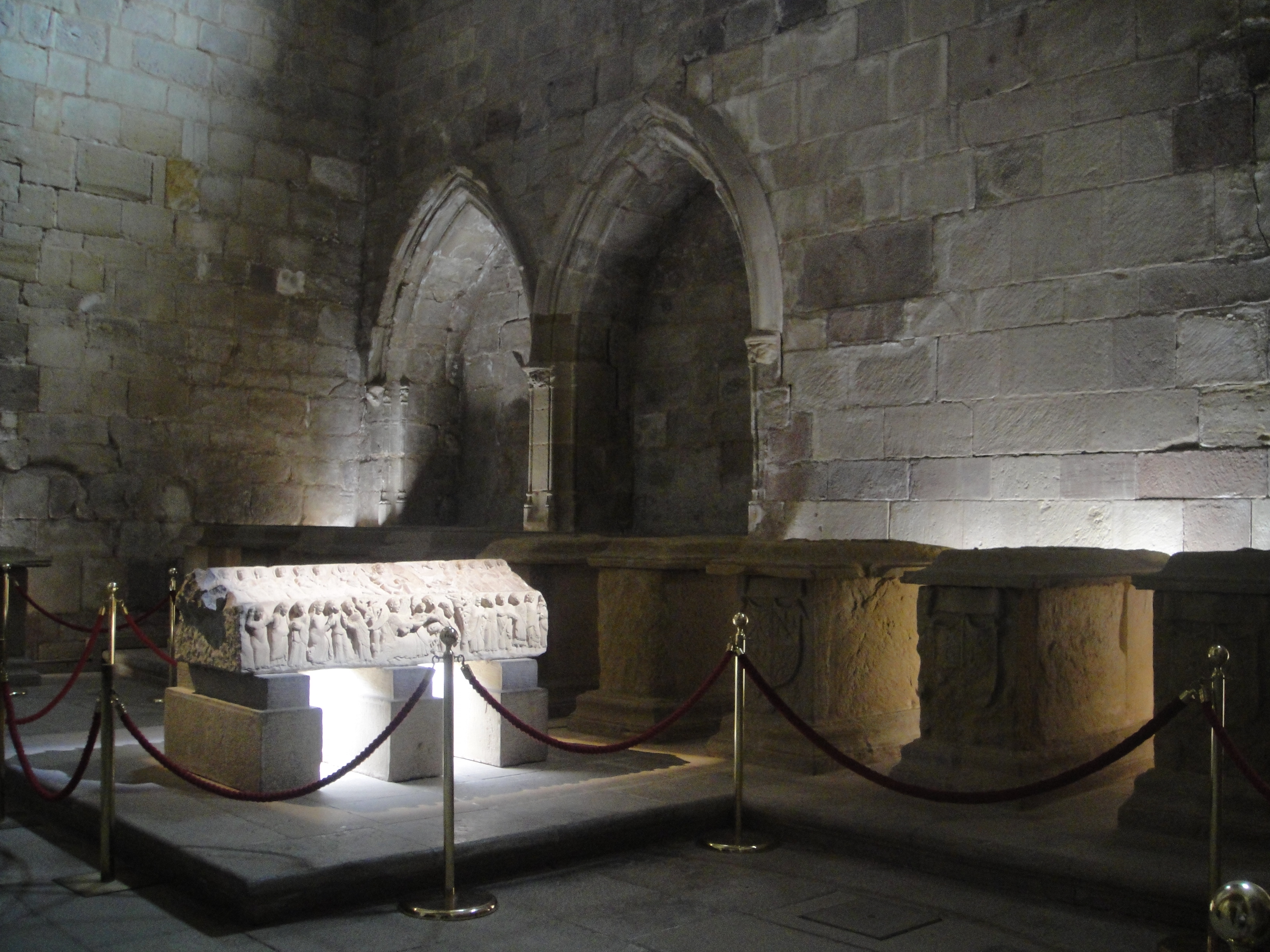
Гробница Бланки Наваррской в церкви Санта-Мария-ла-Реаль в Нахере

30 января 1151 года в Калаорре, Бланка вышла замуж за Санчо III, сокороля Кастилии (вместе со своим отцом); однако умерла до вступления мужа на трон в качестве единоличного правителя в 1157 году. У неё было несколько детей, однако они не выжили и похоронены в храме Сан Педро в Сории. 11 ноября 1155 года у неё родился Альфонсо VIII, будущий король Кастилии.